# Heteropelma orbitale
Heteropelma orbitale är en stekelart som först beskrevs av Morley 1913.  Heteropelma orbitale ingår i släktet Heteropelma och familjen brokparasitsteklar. Inga underarter finns listade i Catalogue of Life.